# پوروکوپیو کاردوسو
پوروکوپیو کاردوسو (پرتغالی: Procópio Cardoso؛ زادهٔ ۲۱ مارس ۱۹۳۹) یک مربی فوتبال اهل برزیل است.
از باشگاه‌هایی که در آن بازی کرده‌است می‌توان به پالمیراس، فلومیننزه، و باشگاه فوتبال سائو پائولو، تیم ملی فوتبال برزیل، باشگاه ورزشی کروزیرو، اتلتیکو مینیرو، فلومیننزه، و باشگاه ورزشی کروزیرو اشاره کرد.